# Musa’id
Musa’id (arab. مساعد) – miasto w północno-wschodniej Libii, w regionie historycznym Cyrenajka, w gminie Al-Butnan, ok. 150 km na wschód od Tobruku. W pobliżu znajduje się przejście graniczne z Egiptem.